# Tuturui
Tuturui ist eine osttimoresische Siedlung im Suco Fadabloco (Verwaltungsamt Remexio, Gemeinde Aileu).

## Geographie
Der Weiler (Bairo) Tuturui liegt im Süden der Aldeia Raifatu in einer Meereshöhe von 1057 m auf einem Bergrücken. Westlich und nordöstlich verlaufen in den Tälern Zuflüsse des Coioial, der den Berg südlich passiert. Die Flüsse gehören zum System des Nördlichen Laclós. Eine einfache Piste verbindet die Häuser Tuturuis mit den Weilern Manulete und Modlo im Norden.